# Рено меган конквест
Рено меган конквест је аутомобил који производи француска фабрика аутомобила Рено од 2019. године. Ван земаља бивше Југославије, где је назив промењен због повезаности са Жељком Ражнатовићем Арканом, исти модел се продаје под именом рено аркана.